# Terry Teagle
Terry Michael Teagle (Broaddus, 10 aprile 1960) è un ex cestista statunitense, professionista nella NBA e in Italia.

## Carriera
Teagle, guardia tiratrice con lunga militanza nel campionato professionistico della NBA tra gli anni ottanta e novanta, dopo aver vestito la maglia della Baylor University, fu scelto dagli Houston Rockets nel draft NBA del 1982. Con i Rockets restò per due stagioni, fino al 1984.
Nella stagione 1984-85 iniziò la stagione con i Detroit Pistons, ma subito dopo passò ai Golden State Warriors. Con la franchigia californiana restò fino al 1990.
Nel biennio 1990-1992 giocò con i Los Angeles Lakers.
Nella stagione 1992-93 venne ingaggiato dalla Benetton basket Treviso per rimpiazzare Vinny Del Negro ma, nonostante il buon avvio, fu tagliato a causa di un infortunio.
Ritornato negli States, disputò un paio di partite nei play-off NBA del 1993.
Nel 1993-94 fece parte del roster della Goccia di Carnia Udine, squadra di Serie A2, ma trovò limitato impiego.
Nel 1995 si ritirò dal basket professionistico.

## Palmarès
- NCAA AP All-America Second Team (1982)